# الفصل البخاري التغلغلي

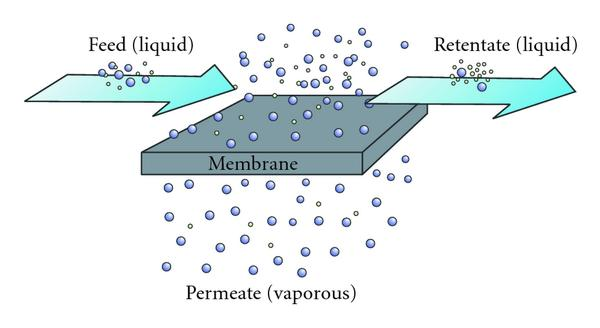
فصل المواد بالتبخير بطريفة الفصل البخاري التغلغلي

الفصل البخاري التغلغلي (بالإنجليزية: Pervaporation)‏ هي عملية فصل المواد السائلة بواسطة التبخير وبمساعدة الأغشية المسامية واللامسامية.

## النظرية
يتكون مصطلح البخاري التغلغلي من كلمتي التغلغلي من الأغشية المسامية و البخاري من خلال التبخير بالحرارة، تستخدم هذه العملية في كثير من الصناعات وعمليات الفحص والتنقية نظراً لسهولتها.
يعمل الغشاء كحاجز الانتقائي بين المرحلتين: المرحلة السائلة وهي المغذية للعملية والمرحلة التغلغلية: واللي تتواجد بشكل بخاري. في هذه العملية يسمح فقط للمواد اللتي تتحول إلى بخار بالنفاذ من خلال الغشاء سامحة بذلك بفصل بعض المواد عن الأخرى. فصل المكونات عن بعضها يعتمد بشكل رئيسي على معدل انتقالها كل على حدة عبر الغشاء الفاصل.

القوة الدافعة لنقل مكونات مختلفة يتم توفيرها من قبل فرق الجهد الكيميائي بين السائل تغذية / retentate والبخار في كل جانب من الغشاء.